# 斯里兰卡共产党
斯里兰卡共产党，简称斯共（CPSL），是斯里兰卡的一个政党。该党成立于1943年，前身是联合社会党（由兰卡平等社会党亲苏派组建），当时取名为锡兰共产党（简称锡共）；1972年8月，改用现名。首任书记是彼得·克尼曼。